# Viva Forever
Viva Forever är en singel av popgruppen Spice Girls. Den släpptes den 20 juli 1998 och gick in på förstaplatsen på UK Singles Chart.